# Cyclea longgangensis
Cyclea longgangensis är en tvåhjärtbladig växtart som beskrevs av J.Y. Luo. Cyclea longgangensis ingår i släktet Cyclea och familjen Menispermaceae. Inga underarter finns listade i Catalogue of Life.